# Verwaltungsgemeinschaft Egelner Mulde

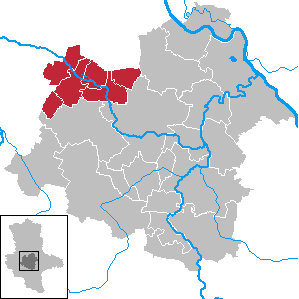
Lage der VG Egelner Mulde im Salzlandkreis

In der Verwaltungsgemeinschaft Egelner Mulde des Salzlandkreises waren acht Gemeinden zur Erledigung ihrer Verwaltungsgeschäfte zusammengeschlossen. Die Verwaltungsgemeinschaft wurde am 1. Januar 2005 aus den aufgelösten Verwaltungsgemeinschaften Bördeaue, Börde-Hakel und der vormals verwaltungsgemeinschaftsfreien Stadt Egeln gebildet. Der Verwaltungssitz befand sich in der Stadt Egeln. Am 1. Januar 2010 wurde die Verwaltungsgemeinschaft aufgelöst. Die Gemeinden gingen in der Verbandsgemeinde Egelner Mulde auf.

## Die ehemaligen Mitgliedsgemeinden mit ihren Ortsteilen
- Borne mit Bisdorf
- Stadt Egeln
- Etgersleben
- Hakeborn
- Tarthun
- Unseburg
- Westeregeln
- Wolmirsleben